# شهرستان کراسنوچیکویسکی
شهرستان کراسنوچیکویسکی (به لاتین: Krasnochikoysky District) یک شهرستان در روسیه است که در سرزمین زابایکالسکی واقع شده‌است.